# Melagaram
Melagaram là một thị xã panchayat của quận Tirunelveli thuộc bang Tamil Nadu, Ấn Độ.

## Dân số
Theo điều tra dân số năm 2001 của Ấn Độ, Melagaram có dân số 12.860 người. Phái nam chiếm 49% tổng số dân và phái nữ chiếm 51%. Melagaram có tỷ lệ 78% biết đọc biết viết, cao hơn tỷ lệ trung bình toàn quốc là 59,5%: tỷ lệ cho phái nam là 84%, và tỷ lệ cho phái nữ là 72%. Tại Melagaram, 9% dân số nhỏ hơn 6 tuổi.